# Манарян, Ерванд Христофорович
Ерванд Христофо́рович Манаря́н (арм. Երվանդ Մանարյան; 10 августа 1924, Эрак, Иран — 19 февраля 2020) — армянский актёр, сценарист и режиссёр. Народный артист Республики Армения (2018).

## Образование
- Учился в школе Айказян и в американском и персидском колледжах Тегерана.
- 1952 — окончил режиссёрский факультет Ереванского театрального института.

## Актёрская деятельность
- Работал в театре оперетты солистом и в театре им. Г.Сундукяна ассистентом режиссёра.
- 1957—1959 — возглавлял театр драмы в Горисе
- 1970—1980 — руководил кукольным театром и труппами кукольников.

## Семья
- Отец — Христофор Никитич Манарян (1893—1947) — актёр.
- Мать — Евгения Яковлевна Манарян (1901—1987) — актриса.
- Брат — Арман Христофорович Манарян (1929—2016) — режиссёр.
- Сын — Христофор (Крист) Ервандович Манарян  (р. 1961) — актёр.

## Фильмография

### Режиссёр
- 1966 — Армянская миниатюра
- 1967 — Октябрьские дни в Армении
- 1967 — Рождение лекарства
- 1967 — Экзамены
- 1968 — Ларёк на перроне
- 1968 — Микаел Налбандян
- 1969 — Свет
- 1971 — Борозда Маркара
- 1975 — Все цвета радуги
- 1976 — Наследники

### Сценарист
- 1959 — На родной земле
- 1961 — Тжвжик
- 1962 — Хозяин и слуга
- 1967 — Октябрьские дни в Армении
- 1967 — Рождение лекарства
- 1967 — Экзамены
- 1968 — Встреча на выставке
- 1968 — Ларёк на перроне
- 1973 — Свет и тени
- 1975 — Вода наша насущная
- 1975 — Снова пришло лето
- 1977 — Приехали на конкурс повара
- 1985 — Капитан Аракел

### Актёр
- 1966 — Марш
- 1967 — Каринэ — фотограф
- 1968 — Встреча на выставке
- 1970 — Кум Моргана
- 1972 — Возвращение
- 1973 — Хаос
- 1975 — Невеста с севера — Ерванд
- 1975 — Снова пришло лето
- 1977 — Приехали на конкурс повара — Ерванд
- 1978 — Аревик — Мартун
- 1978 — Ещё пять дней
- 1983 — Частный случай
- 1985 — Капитан Аракел
- 1992 — Товарищ Панджуни

## Награды
- Заслуженный деятель искусств Республики Армения (2003).
- Премия Артавазд (2005).
- Народный артист Республики Армения (05.11.2018)[2].
- Почётный гражданин Еревана (2019).